# عثمان حميدة
</ref>
عثمان حميدة عبد الله واشتهر بـ «تور الجر» مغن وممثل وكاتب سوداني من مواليد 1925م. توفي سنة 1997.

## عن حياته
ولد بمدينة شندى بولاية نهر النيل السودان وهو من أول الممثلين الـذين درسوا فــي معهد الموسيقـي والمسرح بالقـاهرة وكــان عضــوا فـي فـرقة يــوسف وهبي ثم قام ببطــولة أول فيلم ســوداني تـــور الجر فــي العيـــادة واشـــترك معــه الممثــل إبراهيم خان والذي كان يعرض عبر السينما المتجولة في جميع انحاء السودان ثم قام بتنفيذ أول عمل اعـلاني لشركة البيبــسي العــالميه بـاسم البيبســي مشــروب الصــداقة والاخــلاص.

## اهــم افـلامه
- فيلم الشروق
- فيلم وادي الملوك

## أهم أعماله المسرحية
- تـور الجـر في ألمانيا الذي اشترك معه في البطولة الفنان صــلاح ابن البادية
- مبروك عليك
- مسرحيه بمسيكا

## المسلسلات الاذاعية والتلفزيونية
من بدايات التلفزيون السوداني من ما يزيد عن 300 عمل فكاهي تناوله شتى مشاكل الحياة السودانية بقالب كوميدي راضي ومن أشهر هذه الأعمال مسلسل دكين.

## من أشهر اغنياته
كما أنه قد بدا حياته الفنية بالغناء ومن أهم أعماله الغنائية:
- الغالي تمر السوق
- معانا الليل
- صدقوني
- الناس اللموني